# Til en sigøjner
Til en sigøjner er det andet album fra den danske gruppe Bifrost udgivet i 1977 på CBS Records. Albummet blev udgivet som et dobbeltvinylalbum og er senere udsendt på en enkelt cd.
I forhold til det første album var guitaristen Finn Jensen gået ud af gruppen og var blevet erstattet af Mikael Miller. Finn Jensen spillede dog på titelnummeret, der var indspillet året inden resten af albummet, og enkelte andre numre.

## Numre
Albummet indeholder følgende numre (her opdelt på de fire oprindelige sider):
| 1. | "Mens lyset brænder ud" | Tom Lundén                                          | 3:00 |
| 2. | "Frihedens dødsmesse"   | Tom Lundén                                          | 2:30 |
| 3. | "Flugten"               | Tom Lundén                                          | 3:20 |
| 4. | "Nattens søn"           | Tom Lundén (tekst), Tom Lundén, Finn Jensen (musik) | 2:02 |
| 5. | "Jenny"                 | Tom Lundén                                          | 2:47 |
| 6. | "Sarah"                 | Ida Klemann                                         | 3:33 |

| 7.  | "Den fortærskede sang"       | Annapurna   | 2:03 |
| 8.  | "Du er en sigøjner"          | Tom Lundén  | 3:26 |
| 9.  | "Maria"                      | Tom Lundén  | 4:04 |
| 10. | "Den lange vej"              | Ida Klemann | 3:15 |
| 11. | "Hej Maria (luk vinduet op)" | Tom Lundén  | 3:38 |

| 12. | "Magiske klovn"                                   | Tom Lundén | 4:30 |
| 13. | "En stakket frist"                                | Tom Lundén | 3:21 |
| 14. | "De mohikanske fugle"                             | Tom Lundén | 5:20 |
| 15. | "Safir" (indspillet i Elsound Studio, april 1977) | Tom Lundén | 3:45 |

| 16. | "Til en sigøjner" (indspillet i Rosenberg-studierne, forår 1976) | Annapurna (tekst), Finn Jensen (musik) | 15:02 |

## Medvirkende
På albummet medvirkede følgende:
Gruppens medlemmer
- Tom Lundén: sang, piano, marimba, el-klaver, synthesizer
- Ida Klemann: sang, kor
- Annapurna: sang, kor, tambourin, vibraslap
- Torben Andersen: orgel, synthesizer, el-klaver, harmonika, klokkespil
- Asger Skjold-Rasmussen: bas, kor, synthesizer
- Mogens Fischer: trommer, kor, akustisk guitar
- Mikael Miller: akustisk og el-guitar, kor, autoharpe

Øvrige medvirkende
- Finn Jensen: el-guitar (på "Du er en sigøjner", "Hey Maria (luk vinduet op)" og "Til en sigøjner") og akustisk guitar (på "Den fortærskede sang" og "Safir")
- Klavs Nordsø: cabasa (på "Nattens søn"), maracas (på "Den lange vej")
- Hugo Rasmussen: kontrabas (på "Sarah" og "Maria")
- Finn Ziegler: bratsch og violin (på "Sarah"), violin (på "Maria")
- Leif Roden: producer, percussion (på "Sarah")
- Jesper Nehammer: saxofon (på "Jenny" og "Hej Maria (luk vinduet op)"), fløjte (på "Sarah")
- Anders Gårdmand: saxofon (på "Jenny" og "Hej Maria (luk vinduet op)")
- Bent Hesselmann: saxofon (på "Jenny" og "Hej Maria (luk vinduet op)")
- Jens Haack: trompet (på "Hej Maria (luk vinduet op)")
- Niels Neergaard: basun (på "Hej Maria (luk vinduet op)")
- Wandy Tworek: violin (på "Du er en sigøjner")